# Paracotis
Paracotis là một chi bướm đêm thuộc họ Geometridae.